# Sojuz TMA-06M
Sojuz TMA-06M byla ruská kosmická loď řady Sojuz. Dne 23. října 2012 odstartovala z kosmodromu Bajkonur k Mezinárodní vesmírné stanici (ISS), kam dopravila tři členy Expedice 33. Pak zůstala u ISS jako záchranná loď až do 15. března 2013, kdy se s ní stejná trojice kosmonautů vrátila na Zem.

## Posádka
Hlavní:
- Oleg Novickij (1), velitel, Roskosmos (CPK)
- Jevgenij Tarelkin (1), palubní inženýr 1, Roskosmos (CPK)
- Kevin Ford (2), palubní inženýr 2, NASA

V závorkách je uveden dosavadní počet letů do vesmíru včetně této mise.
Záložní:
- Pavel Vinogradov, RKK Eněrgija
- Alexandr Misurkin, Roskosmos (CPK)
- Christopher Cassidy, NASA

## Průběh letu
Nosná raketa Sojuz FG s kosmickou lodí a kosmonauty odstartovala z kosmodromu Bajkonur 23. října 2012 v 10:51:11 UTC. S Mezinárodní vesmírnou stanicí (ISS) se loď spojila 25. října 2012 v 12:29:34 UTC. Poté posádka lodě přešla na ISS a zapojila se do práce Expedice 33.
Dne 15. března 2013 v 23:43 UTC se Novickij, Tarelkin a Ford s lodí odpojili od stanice a druhý den v 03:06 UTC přistáli v kazašské stepi 86 km severovýchodně od Arkalyku, let Sojuzu trval 143 dní, 16 hodin, 14 minut.